# 观音阁月桥
观音阁月桥位于中国浙江省宁波市鄞州区云龙镇冠英村观音庄自然村观音阁南侧，民国桥梁，建于民国二十三年（1934年），为单孔混凝土拱桥，南北向横跨圆月形混凝土池塘，桥面长3.02米，宽1.24米，桥墩与池塘壁共用，2010年9月公布为鄞州区文物保护单位:430。